# Кравець на небі
«Кравець на небі» (нім. Der Schneider im Himmel) — казка, опублікована братами Грімм у збірці «Дитячі та сімейні казки» (1819, том 1, казка 35)
. Згідно з класифікацією казкових сюжетів Аарне-Томпсона має номер 800.

## Сюжет
Господь захотів прогулятися небесним садом і взяв із собою всіх, окрім Святого Петра. Коли кравець прийшов під ворота, Святий Петро відмовився впускати його, бо той обкраював людям полотно і Господь заборонив хоч кого впускати, поки він на прогулянці. Кравець почав благати й Святий Петро впустив його, посадивши у куток чекати на повернення Господа. Кравець, однак, однак почав блукати й знайшов велике крісло, з якого Бог оглядав, що відбувається на землі. Після того, як кравець всівся на крісло, то побачив, як стара жінка краде два покривала під час прання, і кинув у неї золотий ослінчик. Господь повернувся, і сказав, що якби він так судив, як цей кравець, то у нього б не залишилися нічого, а святий Петро відвів кравця за небесні ворота.